# Karl Lenz (Maler)

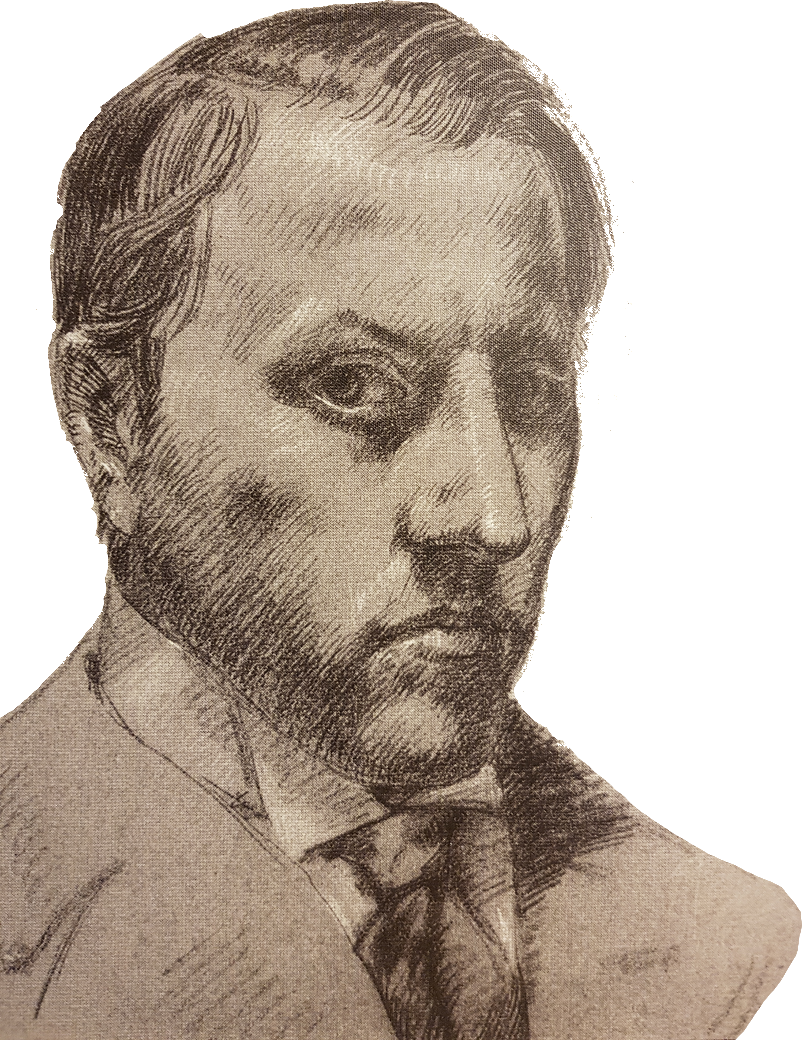
Karl Lenz, Zeichnung

Karl Lenz (* 15. Juli 1898 in Frankfurt am Main; † 1. Mai 1948 ebenda) war ein deutscher Maler.

## Leben
Lenz besuchte zunächst die Kunstgewerbeschule in Frankfurt und machte Bekanntschaft mit den Frankfurter Malern Wilhelm Altheim und Fritz Boehle. 1916 wechselte er ans Städelsche Kunstinstitut und nahm überdies Unterricht in der Radierklasse von Bernhard Mannfeld. Im Ersten Weltkrieg diente er als Sanitäter, 1919 wurde er Delegierter des Arbeiter- und Soldatenrates in Düsseldorf. 1921 wurde er an der Düsseldorfer Kunstakademie aufgenommen und wurde Meisterschüler von Julius Paul Junghanns. 1923 ließ sich Lenz nach seiner Heirat mit der Müllerstochter Berta Weigand in Erdhausen, dem Heimatdorf seines Vaters, nieder und richtete sich ein Haus mit Atelier ein. Heute noch kann man seine Bilder im Restaurant Künstlerhaus Lenz in Gladenbach einsehen.
In seinen Bildern schilderte er in den folgenden Jahren die Landschaft und das Leben und Brauchtum der Bauern im Hessischen Hinterland. Er knüpfte Kontakt zu Carl Bantzer und der Willingshäuser Malerkolonie und besuchte das katholische Dorf Mardorf, wo er im Auftrag für ein wissenschaftliches Werk der Volkskunde mehrere Gemälde der malerischen Marburger katholischen Frauentracht schuf.
Lenz lebte in bescheidenen wirtschaftlichen Verhältnissen. Zum 1. März 1933 trat er in die NSDAP ein (Mitgliedsnummer 1.493.049) und wurde in der Folge von dem NS-Landrat Hans Krawielitzki gefördert. Er erhielt Porträtaufträge von Marburger Professoren wie Rudolf Klapp und 1935 eine Einzelausstellung im Museum der Universität. 1938 wurde Lenz der erstmals vergebene Kurhessische Kulturpreis des NS-Gaues Kurhessen verliehen.
Zwischen 1937 und 1942 nahm Lenz mit insgesamt zwölf dieser Motive: hessische Landschaften und Bauerndarstellungen unter dem Einfluss des Impressionismus, sowie volkskundliche Studien an den Großen Deutschen Kunst-Ausstellungen in München teil, die als Propagandaschauen die Kunst des Nationalsozialismus präsentierte. Ein Lieblingsmotiv des Künstlers Winter in Erdhausen, das 1939 in Saal 18 ausgestellt wurde, erwarb Adolf Hitler. Es befindet sich heute im Besitz der Karl-Lenz-Stiftung. Weitere Bildtitel waren unter anderem Winterlandschaft (1937), Erdhausen im Sommer (1938), Die Familie  (1940) und Schwälmerin (1942).